# Sphaericus orbatus
Sphaericus orbatus là một loài bọ cánh cứng trong họ Ptinidae. Loài này được Wollaston miêu tả khoa học năm 1854.